# Keith Bostic
Keith Bostic (nacido el 26 de julio de 1959) es un programador de Estados Unidos.
En 1986, Bostic se unió a la Computer Systems Research Group (CSRG) en la University of California, Berkeley. 
Fue uno de los principales arquitectos de la 4.4BSD Berkeley y lanzamientos de la 4.4BSD-Lite.
Entre muchas otras tareas, dirigió el esfuerzo de CSRG para crear una versión de software libre de BSD UNIX, que ayudó a permitir la creación de FreeBSD, NetBSD, OpenBSD y DragonFly BSD.
Bostic fue también uno de los fundadores de la Berkeley Software Design Inc. (BSDi), que produjo BSD/OS, una versión privativa de BSD. 
Él y su esposa Margo Seltzer fundaron Sleepycat Software en 1996 para desarrollar y apoyar Berkeley DB, una base de datos de código abierto. En febrero de 2006, la compañía fue adquirida por Oracle Corporation, donde Bostic trabajó hasta febrero de 2008.
Bostic es el autor de nvi, una reimplementación del clásico editor de texto vi.